# NGC 1971
NGC 1971 је расејано звездано јато у сазвежђу Златна риба које се налази на NGC листи објеката дубоког неба.
Деклинација објекта је - 69° 51' 6" а ректасцензија 5h 26m 45,3s. Привидна величина (магнитуда) објекта NGC 1971 износи 11,9. NGC 1971 је још познат и под ознакама ESO 56-SC128.